# Henrik Ojamaa
Henrik Ojamaa (ur. 20 maja 1991 w Tallinnie) – estoński piłkarz występujący na pozycji pomocnika, od 2024 w estońskim klubie Paide Linnameeskond oraz od 2012 w reprezentacji Estonii. Występował również m.in. w Legii Warszawa, Miedzi Legnica i Widzewie Łódź.

## Kariera klubowa

### Derby County
Ojamaa w 2007 roku wyjechał do angielskiego Derby County. Przez dwa lata występował w juniorskiej drużynie tego klubu. W 2009 roku został włączony do kadry pierwszego zespołu. Pod koniec tego roku trafił na krótkie wypożyczenie do Stafford Rangers. Ostatecznie w barwach „The Rams” nie rozegrał żadnego spotkania.

### Alemannia Aachen
18 maja 2010 roku Ojamaa podpisał dwuletni kontrakt z niemiecką Alemannią Aachen. Zadebiutował w niej w listopadzie, wchodząc na boisko w 88. minucie gry jednego z meczów. 12 stycznia 2011 roku został wypożyczony do holenderskiej Fortuny Sittard. Po półrocznym pobycie w tym klubie wrócił do Akwizgranu, gdzie dokończył sezon 2010/2011 w drużynie rezerw.

### RoPS
W 2011 roku został zawodnikiem fińskiego RoPS, podpisując 3−miesięczną umowę. Ojamaa wystąpił w 17 spotkaniach Veikkausliigi i zdobył dwie bramki, a jego zespół opuścił szeregi najwyższej klasy rozgrywkowej w kraju.

### Motherwell
Na początku 2012 roku przeszedł do szkockiego Motherwell. W trakcie pierwszych pięciu meczów, Ojamaa strzelił dla drużyny cztery gole (przeciwko QPR, Dunfermline i St. Johnstone). 2 lutego parafował z klubem 2,5−letni kontrakt.

### Legia Warszawa
6 czerwca 2013 roku Ojamaa przeniósł się do Legii Warszawa, w której występował z numerem „7” na koszulce.

### Miedź Legnica
21 czerwca 2018 roku Henrik Ojamaa podpisał dwuletnią umowę z beniaminkiem ekstraklasy – Miedzią Legnica.

## Reprezentacja
Ojamaa występował w młodzieżowych zespołach Estonii U-19 i U-21. W seniorskiej kadrze zadebiutował 25 maja 2012 roku w towarzyskim meczu z Chorwacją. W sierpniu tego roku wystąpił w wygranym 1:0 spotkaniu z reprezentacją Polski. Dotychczas zagrał dla Estonii w 29 pojedynkach, strzelając w nich 1 bramkę (stan na 20 lipca 2018).